# Nino Corrado Corazza
Nino Corrado Corazza (Bologna, 22 agosto 1897 – Bologna, 10 marzo 1975) è stato un pittore italiano.

## Biografia
Apprende l'arte pittorica presso la bottega del padre, specializzato in decorazioni funebri. Successivamente, si diploma all'Accademia di Belle Arti di Bologna e inizia ad insegnare presso scuole medie e superiori. Fonda la rivista L'Orto, oltre a collaborare saltuariamente alle Cronache di Enzo Biagi.
Alcune sue opere partecipano a retrospettive internazionali (si ricorda, in particolare, la Biennale di Venezia). I suoi lavori principali sono conservati presso il Museo d'Arte Moderna di Bologna.
Fra i maggiori riconoscimenti ottenuti, Corazza ha vinto il Premio Suzzara nel 1957.
È sepolto nel Chiostro III della Certosa di Bologna.